# Aa-ta

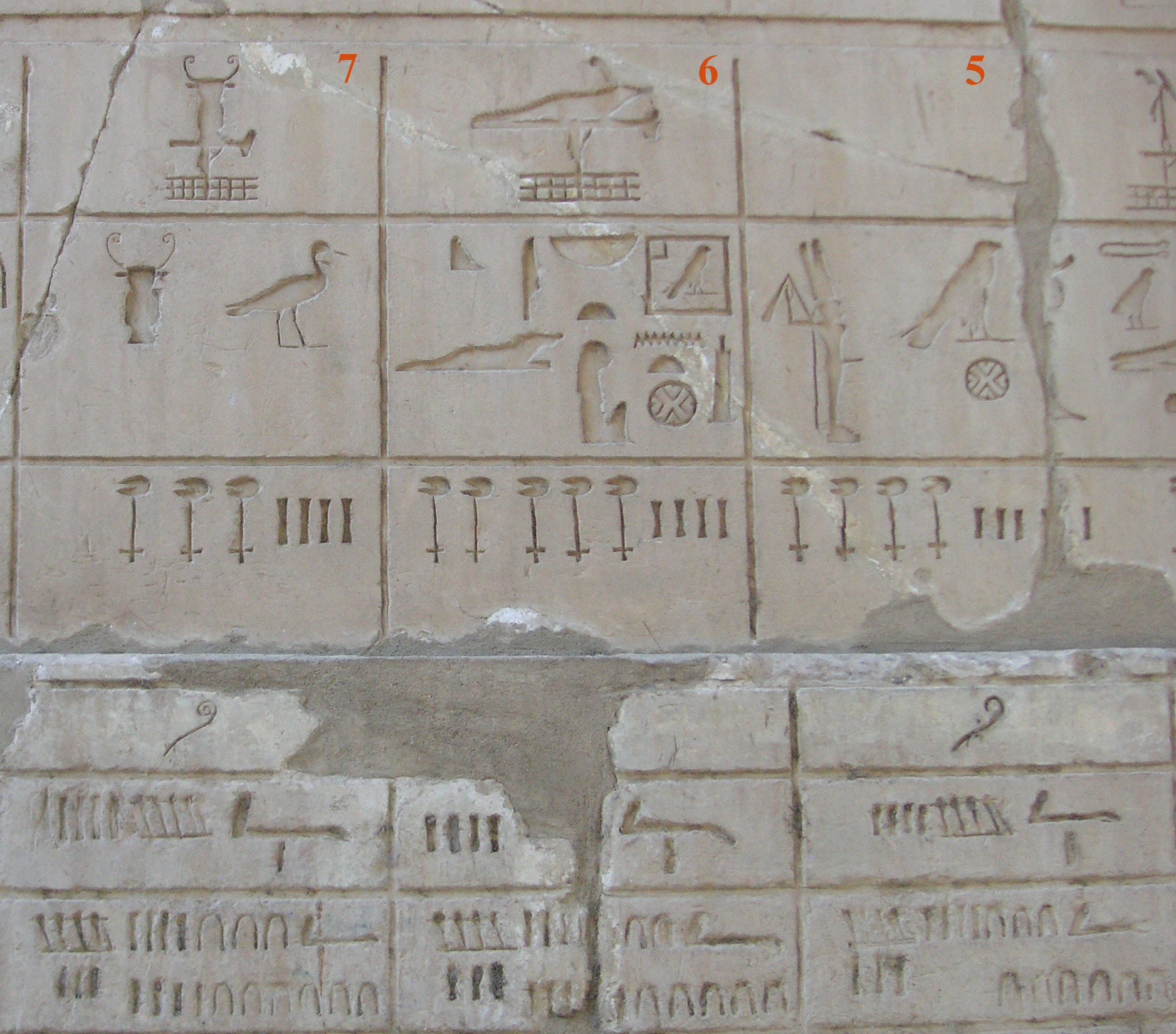
El nomós a la Capella Blanca del faraó Senusret I

Aa-ta ('el Cocodril') fou el nom del nomós VI de l'Alt Egipte. La capital fou Lunet (Tentiris, avui Denderah). Els seus déus foren Hator i Ihy (amb temples a Iunet).